# Johann Riegler
Johann Riegler (Bécs, 1929. július 17. – 2011. augusztus 31.) osztrák labdarúgó-középpályás.
Az osztrák válogatott színeiben részt vett az 1954-es labdarúgó-világbajnokságon.